# Cronhütte
Cronhütte, historisch Aichberg, ist ein zur Gemeinde Kaisersbach gehörender Weiler im baden-württembergischen Rems-Murr-Kreis. Der kleine Ort liegt im Naturpark Schwäbisch-Fränkischer Wald.

## Geographische Lage
Der Weiler befindet sich auf einer gerodeten Hochebene zwischen der Schwarzen Rot im Osten und der Blinden Rot im Westen. Er umfasst zehn Straßen mit etwa 80 Hausnummern.
Umliegende Ortschaften sind Menzles, Menzlesmühle, Hundsberg und Hundsberger Sägmühle, Hellershof, Neuwirtshaus, Strohhof, Schadberg, Ebersbergmühle und Ebersberg (im Uhrzeigersinn).

## Geschichte
Cronhütte verdankt seine Entstehung der Glasherstellung. Im Jahre 1535 erlaubte Abt Laurentius vom Kloster Lorch dem Glasbläsermeister Jakob Greiner, einem Angehörigen der berühmten Glasmacherfamilie Greiner, den Betrieb einer Glashütte in Aichberg und vertraute ihm zugleich den ganzen Cronwald der Umgebung an. Von dem Gebiet mit seinem quarzhaltigen Sandstein und seinem scheinbar unerschöpflichem Holzvorrat versprach sich das Kloster hochwertiges Waldglas. Noch im selben Jahr (1535) nahm die Glashütte ihren Betrieb auf und wurde erstmals urkundlich erwähnt als die Glaßhitten bey Schatburg.
Um 1542 waren in der Glashütte schon 150 Arbeiter mit der Glasherstellung beschäftigt. Viele Menschen der Umgebung fanden in Cronhütte ihr Auskommen, beispielsweise die Stampfmüller, welche den Sandstein zu feinem Mehl mahlten. Dazu kamen die Ascheknechte, Holzfäller, Ofensetzer, Glasbläser und Scheibenmacher mit ihren Familien, die sich in der Umgebung niederließen. 1537 wurde die Fabrik erstmals Cronhütte (Cronhitt) genannt. 1542 wurden schon 25 Wohnhäuser in Cronhütte gezählt, darunter sogar ein steinernes Haus. 1551 erhielt der Glashüttenmeister und sein Sohn ein Wohnhaus, zwei Morgen Gartenland und vier Morgen Äcker als Erblehen von dem Kloster. 1558 übernahm Conrad Frenzel das Lehen, das nun 19 Morgen Land umfasste.
Wann die Glasfabrikation in Cronhütte aufgehört hat, ist unbekannt. Sicher ist, dass sie etwa hundert Jahre nach ihrer Errichtung nicht mehr existent war. Der genaue Standort der Glashütte ist auch nicht mehr bekannt. Der Grund für die Einstellung der Glasfabrikation dürfte der enorme Energiebedarf der Glashütte gewesen sein. Um 1630 soll es rund um Cronhütte kein einziges brauchbares Stück Wald mehr gegeben haben.